# Нескінченна вічність

## Про епізод
Нескінченна вічність — двадцять шостий епізод американського телевізійного серіалу «Зоряний шлях: Дискавері» та одинадцятий в другому сезоні. Епізод був написаний Майєю Врвіло, а режисували Алан Мак-Елрой та Брендон Шульц. Перший показ відбувся 28 березня 2019 року. Українською мовою озвучено студією «ДніпроФільм».

## Зміст
На дослідницькому аванпосту фіксують вибух наднової. Родина Бернем за підготовкою до вечері захоплено обговорює наукові дані. Майкл у телескоп бачить світіння нового об'єкта; він приземляється. Лабораторія Бернем була атакована клінгонами. Ці спогади прийшли до Майкл перед пробудженням в медлабі — вона була мертвою більше хвилини. Майкл перебувала в несвідомості 5 годин — і зараз не може повірити що Червоним Ангелом є її мати.
Ліланд прив'язаний до уявного гамувального стільця — й голограма Центру зі змінюваними обличчями екіпажу «Дискавері» спілкується із ним. Центр інфільтрує Ліланда нанороботами.
Бернем спостерігає записи зі скафандра матері. Мати Майкл одягла костюм для подорожей у часі, щоб повернутися в минуле у певну годину і попередити їх про напад клінгонів. Натомість вона прибула через 950 років — щоб побачити, що все розумне життя знищене «Контролем». Керований вибух антиматерії знищив усе розумне життя. Закріпившись до сусідньої планети, доктор Бернем зробила 841 спробу змінити майбутнє, включаючи переселення людей на свою планету, Терралізіум, щоб перевірити, як вона може змінити історію. І скільки б спроб вона не робила, якір усе одно викидав її на 950 років в майбутнє. Ліланд намагається переконати підпорядкованих працівників Відділу-31 що мати Майкл — троянський кінь і наказує Тайлеру здобути її подорожні записи. Однак колишя імператорка відчуває в ньому якусь зміну.
Опритомнівши докторка Бернем хоче поговорити з капітаном «Дискавері». Намагаючись перешкодити «Контролю» отримувати дані Сфери, доктор Бернем відповідала за перетин шляхів Сфери з «Дискавері». Доктор Бернем звинувачує Пайка що її заманили в пастку. І стверджує — вона нічого не знає про Сім сигналів. Вона попереджає — не знищивши архів Сфери відкривається шлях до самостворення вбивчого ШІ. При намаганні видалити дані Сфери блок пам'яті відділяється і починає переконфігурування.
Майкл заручившись підтримкою Спока намагається порозмовляти з матір'ю. Тайлер відмовляється виконати небезпечний наказ і Ліланд вирішує зробити задумане сам. У Майкл відбувається неприємна розмова із матір'ю — вона сотню разів бачила як Майкл вмирала і зараз її турбує лише знищення архіву Сфери. Спок підказує рішення як не боротися з часом — а йти із ним разом. Тепер екіпаж «Дискавері» планує завантажити дані в костюм і відправити їх у майбутнє — у Нескінченну вічність, де «Контроль» не зможе отримати до них доступ, зберігаючи доктора Бернем в даному часі. Але контрольований Ліланд перехоплює їх завантаження — він дає Джорджі пристрій для скачування даних і підриву костюма Червоного Ангела.
Команда «Дискавері» починає завантажувати дані Сфери в костюм Червоного Ангела. Філіппа при розмові з матір'ю Майкл прилаштовує пристрій Ліланда. Чуючи думки Габріель Філіппа розуміє — Ліланд підконтрольний ШІ й зашифровано розмовляє із Тайлером. Габріель Бернем признається Майкл — вона спостерігала усі моменти її життя — але не могла вийти на контакт. Філіппа вимикає встановлений нею ж передавач даних. Тайлер заходить до Ліланда — той ще не встиг прийняти людську подобу — і починається конфлікт. Точніше побиття; Тайлер серйозно поранений, але здатний попередити «Дискавері». Ліланд-ШІ телепортується до місця перебування Габріель Бернем й починається перестрілка. Від вистрела енергетичної зброї Ліланда активується костюм Червоного Ангела; Філіппа теж вносить свою лепту в спробу затримання передачі даних Сфери Відділу-31. Екіпаж змушений скоротити передачу і відпустити доктора Бернем в майбутнє, з пошкодженим костюмом. ШІ-Леланд втікає з половиною даних сфери — хоча «Дискавері» підірвав будівлю на поверхні планети торпедами. На рятувальній капсулі з планети зміг відлетіти Тайлер.
Інстинкт і логіка — ось як ми переможемо. Вся історія залежить від нашого наступного кроку.

## Сприйняття та відгуки
Станом на квітень 2021 року на сайті «IMDb» серія отримала 7.1 бала підтримки з можливих 10 при 2672 голосах користувачів. На «Rotten Tomatoes» 75 % схвалення при відгуках 12 експертів. Резюме слідуюче: «Виступ з акцентами на нюанси Сонекви Мартін-Грін продовжує різноманітити (не завжди добре) серіал, але широким мазком написаний „Дискавері“ не помічає великих негативів „Треку“»..
Оглядач Скотт Колура для «IGN» писав так: «Після надзвичайно важкої статичної попередньої серії (і хоча цей епізод також переповнений науковим сюжетом та технічними даними й характеристиками) в „Нескінченній вічності“ є достатньо дії та характерів, щоб добре збалансувати ситуацію».
В огляді для «Den of Geek» Раян Брітт відзначала: «Хоча епізод минулого тижня був експозиційним, який почав об'єднувати великі сюжетні лінії цього сезону, дана серія є набагато елегантнішою, керованою персонажами (хоча і не без сюжетних хитрощів), пов'язаною феноменальними виступами Сонекви Мартін-Грін і Соні Сон. Це було ще одним нагадуванням про те, наскільки сильним може бути „Дискавері“, коли дійство повністю віддається своїм персонажам та картині їх стосунків з іншими».
Оглядач Зак Гендлен для «The A.V. Club» зазначав так: «Багато з побаченого — безглузда наукова фантастика, але це ще не означає, що дійство не може бути веселим. Тут мало місця для складності чи двозначності, і щоразу, коли серіал намагається вколоти когось (наприклад, як люди постійно мають суперечливі почуття щодо Тайлера), це нечасто буває ефективним. Однак, коли це поєднується у видовищі та правдоподібній пристрасті, виходить добре».
Скотт Сноуден в огляді для «Space.com» відзначив так: «Відносини матері та дочки, очевидно, є головними в цьому епізоді, і це могло бути справді епічним, зосередженим на характері акцентом… Виступи Соні та Мартін-Грін хороші, і ми не можемо звинуватити їх у поганому написанні сценарію».

## Знімались
- Сонеква Мартін-Грін — Майкл Бернем
- Даг Джонс — Сару
- Ентоні Репп — Пол Стамец
- Мері Вайзман — Сільвія Тіллі
- Вілсон Круз — Гаг Калбер
- Шазад Латіф — Еш Тайлер
- Енсон Маунт — Крістофер Пайк
- Мішель Єо — Філіппа Джорджі
- Ітан Пек — Спок
- Алан ван Спренг — Ліланд
- Соня Сон — Габріель Бернем
- Кенрік Грін — Майк Бернем
- Рейчел Анчеріл — Нган
- Емілі Коуттс — Кейла Делмер
- Патрік Квок-Чун — Ріс
- Ойін Оладейо — Джоан Овосекун
- Ронні Роу — лейтенант Брайс
- Сара Мітіч — лейтенантка Нільсон